# 박찬기

박찬기(朴贊機, 1928년 10월 18일 ~ 2017년 2월 7일)는 대한민국의 대학 교수, 독어독문학자, 철학자, 작가 겸 저술가이다. 괴테 연구가이며 고려대학교 명예교수를 역임했다. 여운형, 여운홍의 외조카이다. 본관은 반남이고 서울 출신.

## 이력
서울특별시에서 박정서와 함양 여씨 여윤숙의 차남으로 태어났다. 독립운동가 겸 국문학자 박승빈의 손자이며 독립운동가 겸 정치인 여운형과 독립운동가 겸 정치인 여운홍이 그의 외삼촌이었다.
증조부 박경양(朴景陽)은 강원도 철원 출신으로 서울로 이주, 고종25년(1888년)에 진사(進士)에 급제하여 가감역관(假監役官)을 지냈었다. 형 박찬웅은 법철학자 겸 정치인이었으며 김대중 정부에서 총리의 물망에 오르기도 했다.
1954년 서울대학교 문리과대학 독어독문학과를 학사 학위하고 1958년 서울대학교 대학원 독어독문학과에서 석사 학위를 받은 뒤, 독일 프랑크푸르트암마인에서 수학하였다. 1974년 8월 고려대학교 대학원에서 괴테, 독문학사, 독표현방식 연구를 전공, 독어독문학박사학위를 받았다.
1954년 육군사관학교 독일어독문학 강사, 1955년 ∼1961년 모교인 서울대학교의 강사를 거쳐 1956년부터 1963년까지 이화여자대학교, 서강대학교, 한국외국어대학교, 독일 프랑크푸르트암마인 대학교에 강사로 출강하였다. 1961년 서울대학교 문리과대학 독어독문학과 조교수로 임용되고 1963년 3월 고려대학교 문과대학 독어독문학과 조교수로 임용된 뒤, 부교수를 거쳐 교수로 임용, 1994년 2월까지 고려대학교 독문학과에 재직했다.
1963년 3월부터 1968년 4월까지는 고려대학교 문과대학 독어독문학과 초대 학과장
1971년 독일 프랑크푸르트암마인 대학교 한국어 및 한국역사, 문학 담당 연구교수와 강사로 활동하다 1972년 귀국, 1973년까지 한국독어독문학회 회장을 지냈다.
1982년부터 1986년 한국괴테협회 부회장, 1986년부터 1991년 한국괴테협회 회장 등을 지내고, 1986년 한국비교문학회 연구이사, 1987년부터 1989년까지 한국훔볼트학회 부회장, 1991년부터 1996년까지 한국괴테학회 회장 1994년 괴테전집간행회 회장에 추대되었다. 1994년 2월 고려대학교 문리과 독일어독문학과 교수에서 정년퇴임 및 명예교수에 추대되었다.

## 상훈
- 1973년 11월 한국펜클럽 제4회 PEN 번역문학상[2]

## 가족 관계
- 증조부 : 박경양(朴景陽, 1843년 ~ 1924년, 조선시대의 문신)
- 할아버지 : 박승빈(朴勝彬, 호는 학범(學凡), 1880년 ~ 1943년, 독립운동가·법조인·국문학자)
- 할머니 :
- 아버지 : 박정서(朴定緖, 1903년 ~ 1969년)
- 어머니 : 여윤숙(呂允淑)
  - 형 : 박찬웅, 대학교수, 법철학자, 정치인
- 외할아버지 : 여정현
- 외할머니 : 경주 이씨
  - 외삼촌 : 여운형( 호는 몽양(夢陽), 1886년 ~ 1947년)
    - 고종사촌 : 여연구(1927년 ~ 1996년)

  - 외삼촌 : 여운홍( 호는 근농(勤農), 1891년 ~ 1973년)

## 같이 보기
- 철학
- 여운형
- 여운홍
- 여연구
- 박찬웅
- 박승빈
- 괴테

## 참고 자료
- 반남박씨 홈페이지-박찬웅
- 고려대 명예교수 박찬기-신동아 2001년 10월호